# Біатріс (Небраска)
Біатріс (англ. Beatrice) — місто (англ. city) в США, адміністративний центром округу Ґейдж штату Небраска. Населення — 12 261 особа (2020).

## Географія
Біатріс розташований за координатами 40°16′25″ пн. ш. 96°44′50″ зх. д. / 40.27361° пн. ш. 96.74722° зх. д. (40.273594, -96.747301). За даними Бюро перепису населення США в 2010 році місто мало площу 23,57 км², з яких 23,35 км² — суходіл та 0,22 км² — водойми.

## Демографія

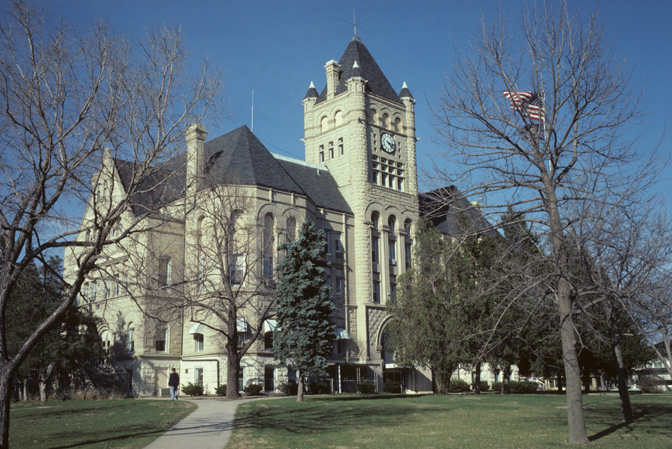
Будівля окружного суду в Біатріс

Згідно з переписом 2010 року, у місті мешкало 12 459 осіб у 5509 домогосподарствах у складі 3296 родин. Густота населення становила 529 осіб/км². Було 6075 помешкань (258/км²).
Расовий склад населення:
| - 96,1 % — білих - 0,6 % — азіатів - 0,5 % — корінних американців - 0,5 % — чорних або афроамериканців |

До двох чи більше рас належало 1,6 %. Частка іспаномовних становила 2,2 % від усіх жителів.
За віковим діапазоном населення розподілялося таким чином: 22,6 % — особи молодші 18 років, 57,0 % — особи у віці 18—64 років, 20,4 % — особи у віці 65 років та старші. Медіана віку мешканця становила 42,6 року. На 100 осіб жіночої статі у місті припадало 91,6 чоловіків; на 100 жінок у віці від 18 років та старших — 88,2 чоловіків також старших 18 років.
Середній дохід на одне домашнє господарство становив 54 519 доларів США (медіана — 42 707), а середній дохід на одну сім'ю — 69 550 доларів (медіана — 56 618). Медіана доходів становила 39 067 доларів для чоловіків та 31 205 доларів для жінок. За межею бідності перебувало 11,0 % осіб, у тому числі 12,3 % дітей у віці до 18 років та 10,7 % осіб у віці 65 років та старших.
Цивільне працевлаштоване населення становило 6161 осіб. Основні галузі зайнятості: освіта, охорона здоров'я та соціальна допомога — 32,7 %, виробництво — 14,3 %, роздрібна торгівля — 12,1 %.

## Уродженці
- Кевін Мейер (* 1956) — американський політик-республіканець.